# Suréna (Corneille)
Pour les articles homonymes, voir Suréna.
Suréna est une tragédie en cinq actes (en alexandrins) écrite par Pierre Corneille en 1674, représentée à l’Hôtel de Bourgogne le 14 décembre 1674 et publiée en 1675.
L’échec de la pièce décide son auteur à mettre fin à sa carrière d’auteur dramatique. Sa gloire est déjà très loin quand il écrit Suréna (ses premières pièces ont été jouées quarante-cinq ans plus tôt) et c'est désormais son ancien rival, Jean Racine, qui est au centre de toutes les attentions. Ainsi, alors qu'il recevait depuis 1663 une rente annuelle confortable en sa dignité de « prodige et ornement du théâtre français », il n'en bénéficie plus et Suréna fait figure de dernier sursaut de sa carrière littéraire. 

## Les personnages
Les personnages masculins n'ont pas été inventés par Corneille et ont bel et bien existé, mais l'intrigue qui les lie revient au dramaturge. Par contre, les personnages féminins ont été créés par lui, en totalité ou simplement partiellement.
- Orode : roi des Parthes.
- Pacorus : fils d'Orode, promis à Eurydice.
- Suréna : lieutenant d'Orode, et général de son armée contre Crassus[3]. Suréna aime Eurydice, même s'il sait qu'elle ne pourra jamais être à lui. Il est promis à Mandane, la fille d'Orode. Celle-ci n'apparaît pas dans la pièce autrement que par son nom.
- Sillace : autre lieutenant d'Orode.
- Eurydice : fille d'Artabase, roi d'Arménie, promise à Pacorus pour une alliance d'État. Elle aime cependant, en secret, Suréna.
- Palmis : sœur de Suréna que son frère a mise dans la confidence, qui aime Pacorus et que Pacorus, auparavant, aimait lui aussi. Il l'a cependant délaissée depuis qu'il est voué à épouser Eurydice, ce qui n'empêche pas Palmis de revendiquer un amour pour lui toujours brûlant, envers et contre tout.
- Ormène : dame d'honneur d'Eurydice et sa confidente.

## Argument
La scène est à Séleucie (en actuel Irak), vers 50 av. J.-C.. Orode est roi des Parthes, et père de Mandane. Son général en chef, Suréna, a vaincu Crassus et lui a donc ainsi permis de se rétablir sur le trône. On veut que Suréna épouse Mandane, qu’il n’aime pas, au lieu d'Eurydice, qu’il aime et dont il est aimé ; et on veut qu'Eurydice épouse Pacorus, qu’elle n’aime pas. C’est donc un drame de l’ingratitude du pouvoir, de l’amour impossible, et de la mort. Entre le politique, représenté par un roi emporté par la logique totalitaire du système dont il est le produit et le garant, et la liberté de la personne dont le héros est le défenseur, le combat est impitoyable et sans issue.

## Résumé
L'impossibilité de l'union entre Eurydice et Suréna est le nœud tragique de la pièce : celle-ci s'ouvre avec la complainte d'Eurydice, condamnée à appartenir à Pacorus qu'elle ne parviendrait pas à aimer quoi qu'elle fasse. En s'entretenant avec Palmis, la sœur de Suréna, Eurydice apprend que le général partage son amour. Mais leur amour est doublement impossible : non seulement elle est destinée, par un traité d'alliance, à s'unir à Pacorus, mais en outre il est inenvisageable que Suréna puisse épouser Eurydice, en raison de leur distinction sociale. Général trop glorieux, jusqu'à en devenir gênant, il représenterait alors une menace pour Orode s'il venait à épouser la princesse d'Arménie. Dès le début, la situation est sans espoir et les amants le savent ; ils ne peuvent que se plaindre et supporter le sort qui les attend. Mais Eurydice est torturée : si elle se résigne à passer le reste de ses jours aux côtés de Pacorus qu'elle ne peut aimer, elle ne pourrait pas supporter de voir Suréna se marier. Or, celui-ci se voit promettre la main de Mandane, la fille d'Orode. Le roi souhaite en effet le mettre de son côté, pour éviter qu'il ne devienne un ennemi. L'attitude d'Orode est double : d'une part, son affection pour Suréna ne l'engage pas à s'opposer à lui et de l'autre, la crainte pour son propre pouvoir le pousse à un choix : lui faire épouser Mandane, ou le faire disparaître. Il se résout alors à lui offrir Mandane ; si Suréna refuse, il n'aura d'autre choix que de l'éliminer.
La tragédie présente également un deuxième amour contrarié, qui découle du premier. Palmis, sœur de Suréna, était en effet promise à Pacorus et l'aime toujours. Celui-ci cependant ne l'aime plus depuis qu'il est destiné à Eurydice. 
La tension se fait plus forte alors que Pacorus, à mesure qu'il s'entretient avec Eurydice, ne parvient à obtenir d'elle un signe d'amour. Celle-ci accepte de l'épouser, par devoir, mais maintient qu'obtenir sa main ne signifie pas obtenir son coeur. Il la pousse à lui avouer son secret à plusieurs reprises, mais celle-ci lui fait simplement comprendre qu'elle en aime un autre, dont elle tait le nom. Par ailleurs, Suréna refuse d'épouser Mandane, en invoquant une humilité qui ne convainc pas le roi et en tâchant de montrer qu'il n'en est pas digne. Quoi qu'il puisse dire, Orode est blessé dans son intention de l'unir à son sang et selon son propre projet, doit se résoudre à l'écarter. Palmis, comprenant qu'un danger rôde, tente de persuader Eurydice de ne plus faire obstacle à l'union, l'accusant de vouloir la mort de son frère. La tension augmente toujours plus jusqu'au dénouement. Là, Suréna ayant choisi de s'exiler est tué dans la rue, par une flèche anonyme. Eurydice meurt d'émoi en apprenant la sinistre nouvelle. La tragédie se clôt sur les paroles de Palmis, qui appelle à la vengeance. 